# Jahangir Razmi

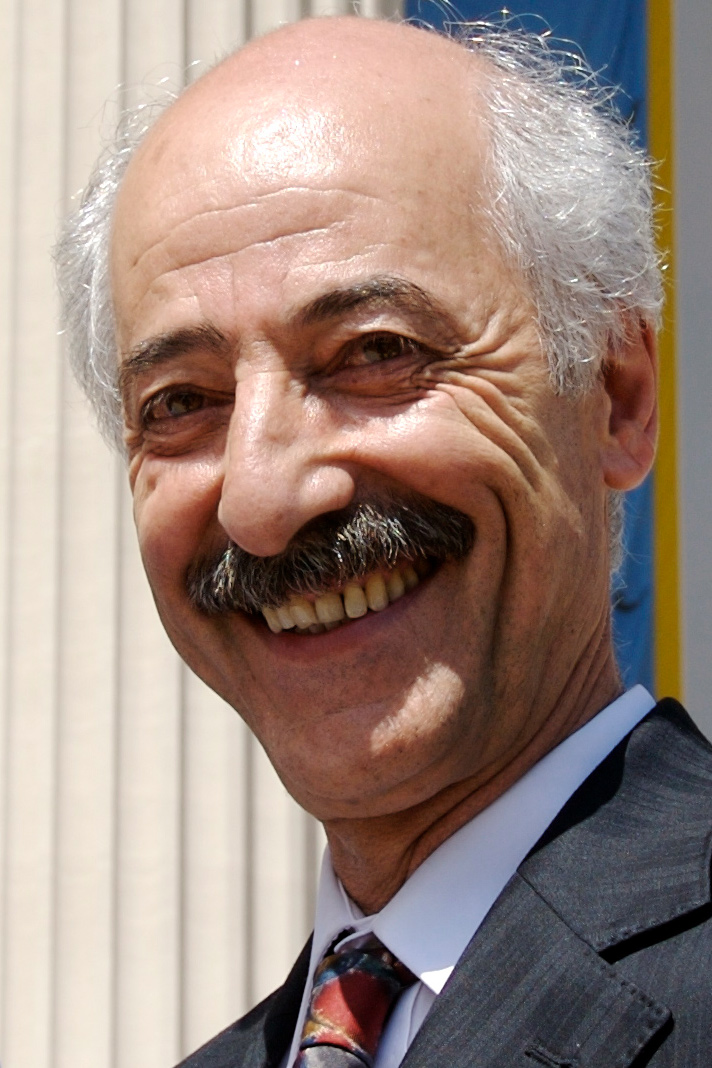
Jahangir Razmi im Jahr 2007

Jahangir Razmi (persisch جهانگیر رزمی Dschahangir Razmi; * 16. Dezember 1947 in Arak) ist ein iranischer Fotograf und Urheber des Beitrages, der 1980 den Pulitzer-Preis für aktuelle Fotoberichterstattung erhalten hat. Seine Fotografie Firing Squad in Iran wurde am 27. August 1979 aufgenommen und anonym in Ettelā'āt, der ältesten noch erscheinenden Zeitung Irans, veröffentlicht. Tage später erschien das Foto auf den Titelseiten von zahlreichen Zeitungen auf der ganzen Welt. Das Foto ist der einzige anonyme Gewinner in der über 90-jährigen Geschichte des Pulitzer-Preises. Razmi bekannte sich erst 2006 zu der Aufnahme.

## Leben bis 1979
Razmi wuchs in Arak im Iran als Sohn eines Militär-Angestellten und einer Hausfrau auf. Da er sich bereits früh für die Fotografie interessierte, verbrachte er als Kind viel Zeit beim örtlichen Fotografen, wo er Filme entwickelte und Porträts anfertigte. Im Alter von zwölf Jahren kaufte er seinen ersten Fotoapparat und begann, auf Drängen eines örtlichen Reporters, mit seiner Karriere als Fotojournalist, indem er den Tatort eines Verbrechens fotografierte. Er machte sich mit einem kleinen Fotoladen selbstständig, und nach dem Tod seines Vaters trat er in die iranische Armee ein. Seit 1972 arbeitete er für Ettelā'āt und wurde dort schnell für sein fachliches Können und seine Tapferkeit anerkannt. Razmi dokumentierte 1979 den Machtwechsel in seinem Land, als die islamische Revolution den Schah Mohammad Reza Pahlavi zur Flucht aus dem Land zwang und Schiitenführer Ajatollah homeini an die Macht gelangte. Im August 1979 wurden hunderte von Personen, die der ehemaligen Regierung des Schahs gedient hatten, exekutiert. Gleichzeitig sandte Chomeini das iranische Militär nach Kurdistan, um dort einen Aufstand zu unterdrücken. Razmi und ein Reporter von Ettelā'āt, Chalil Bahrami, folgten ihm.

## Firing Squad in Iran
Am 26. August 1979 erfuhr Bahrami, dass ein ihm bekannter Richter, höchstwahrscheinlich Sadegh Chalchali, am folgenden Tag auf dem Flughafen von Sanandadsch Kurden aburteilen würde. In einem 30-minütigen Prozess wurden elf Gefangene wegen illegalem Waffenhandel, Mord und dem Aufruf zu Aufständen angeklagt und zum Tode verurteilt. Die Männer wurden mit verbundenen Augen nach draußen auf das Flugfeld geführt, wo sie einige Meter entfernt von dem Erschießungskommando in einer Reihe aufgestellt wurden. Razmi konnte sich ungehindert bewegen und konnte so von einer Position hinter dem auf der rechten Seite stehenden Schützen die Erschießung fotografieren.
Razmi lieferte zwei Filmrollen an das Büro von Ettelā'āt und der Chefredakteur Mohammed Heydari entschied sich, eines von Razmis Bildern auf der Titelseite zu verwenden. Er wählte das Bild, das gerade in dem Moment aufgenommen wurde, als einige Schützen bereits gefeuert hatten und andere noch nicht. Heydari veröffentlichte das Bild anonym, um den Fotografen vor Repressalien der neuen Regierung zu schützen. Die Nachrichtenagentur United Press International (UPI) bestellte sehr bald eine Kopie des Bildes und leitete diese, wiederum ohne Namensangabe, weltweit an ihre Büros weiter. Am 29. August veröffentlichten Zeitungen wie zum Beispiel The New York Times und The Daily Telegraph das Bild auf ihren Titelseiten. Als Quelle wurde hier jeweils UPI genannt.
In der folgenden Zeit erlangte das Bild internationale Aufmerksamkeit und wurde infolgedessen von UPI für den Pulitzer-Preis vorgeschlagen. Obwohl er den Urheber der Fotografie nicht kannte, reichte der Chefredakteur von UPI, Larry DeSantis, das Bild beim Komitee für den Pulitzer-Preis ein, und da er das Bild über das UPI-Netzwerk erhalten hatte, gab er einen anonymen UPI-Fotografen als Urheber an. Das Bild wurde am 14. April 1980 als erstes und bisher einziges anonymes Bild mit dem Pulitzer-Preis ausgezeichnet.

## Seit 1979
In den folgenden Jahren setzte Razmi seine Arbeit als Fotojournalist fort und dokumentierte insbesondere den Iran-Irak-Krieg. 1987 war er der Kriegsfotografie überdrüssig, beendete seine Zusammenarbeit mit Ettelā'āt und eröffnete ein eigenes Fotostudio. 1997 wurde er von dem gerade erst gewählten Präsidenten Mohammad Chātami zum ersten „Offiziellen Fotografen des Präsidenten und seines Kabinetts“ ernannt.
2006 wurde er vom Wall Street Journal aufgespürt und ließ zum ersten Mal erkennen, dass er der Fotograf des Bildes Firing Squad in Iran sei. Er hatte aus Furcht vor Vergeltung nie zuvor Anspruch auf die Urheberschaft des Bildes erhoben. Aber jetzt, ermutigt durch den großen zeitlichen Abstand und aufgrund der Enttäuschung, dass sein Name nie genannt wurde, bekannte er sich zu seinem Werk.